# Julia Gillard
Julia Eileen Gillard (Barry, Ujedinjeno Kraljevstvo, 29. rujna 1961.), 27. predsjednica vlade Australije i predsjednica Australske laburističke stranke.

## Životopis
Gillard je rođena u Barryju, gradiću nedaleko od Cardiffa u Ujedinjenom Kraljevstvu. Njena obitelj je 1966. godine emigrirala u Australiju, gdje su se nastanili u Adelaideu.
Gillard je članicom parlamenta postala 1988. godine, a nakon saveznih izbora održanih 2001. godine obnašala je različite visoke funkcije u Laburističkoj stranci i vladi u sjeni. Nakon što je njena stranka pobijedila na izborima 2007. godine postala je zamijenicom premijera i ministricom obrazovanja, zapošljavanja i odnosa na radnim mjestima. Kevin Rudd, dotadašnji vođa Australske laburističke stranke i premijer, morao je 2007. godine podnijeti ostavku zbog gubitka stranačke podrške. Gillard je dobila povjerenje stranke te je time postala predsjednicom stranke i predsjednicom vlade Australije. Dana
Dana 26. lipnja 2013. godine je podnijela ostavku nakon što su je parlamentarni zastupnici ALP svrgnuli s mjesta vođe stranke, koje je ponovno preuzeo Kevin Rudd.